# (37350) 2001 TU19
2001 TU19 (asteroide 37350) é um asteroide da cintura principal. Possui uma excentricidade de 0.15955150 e uma inclinação de 7.65018º.
Este asteroide foi descoberto no dia 9 de outubro de 2001 por LINEAR em Socorro.